# Askam
Askam war ein türkischer Hersteller von Nutzfahrzeugen.

## Geschichte

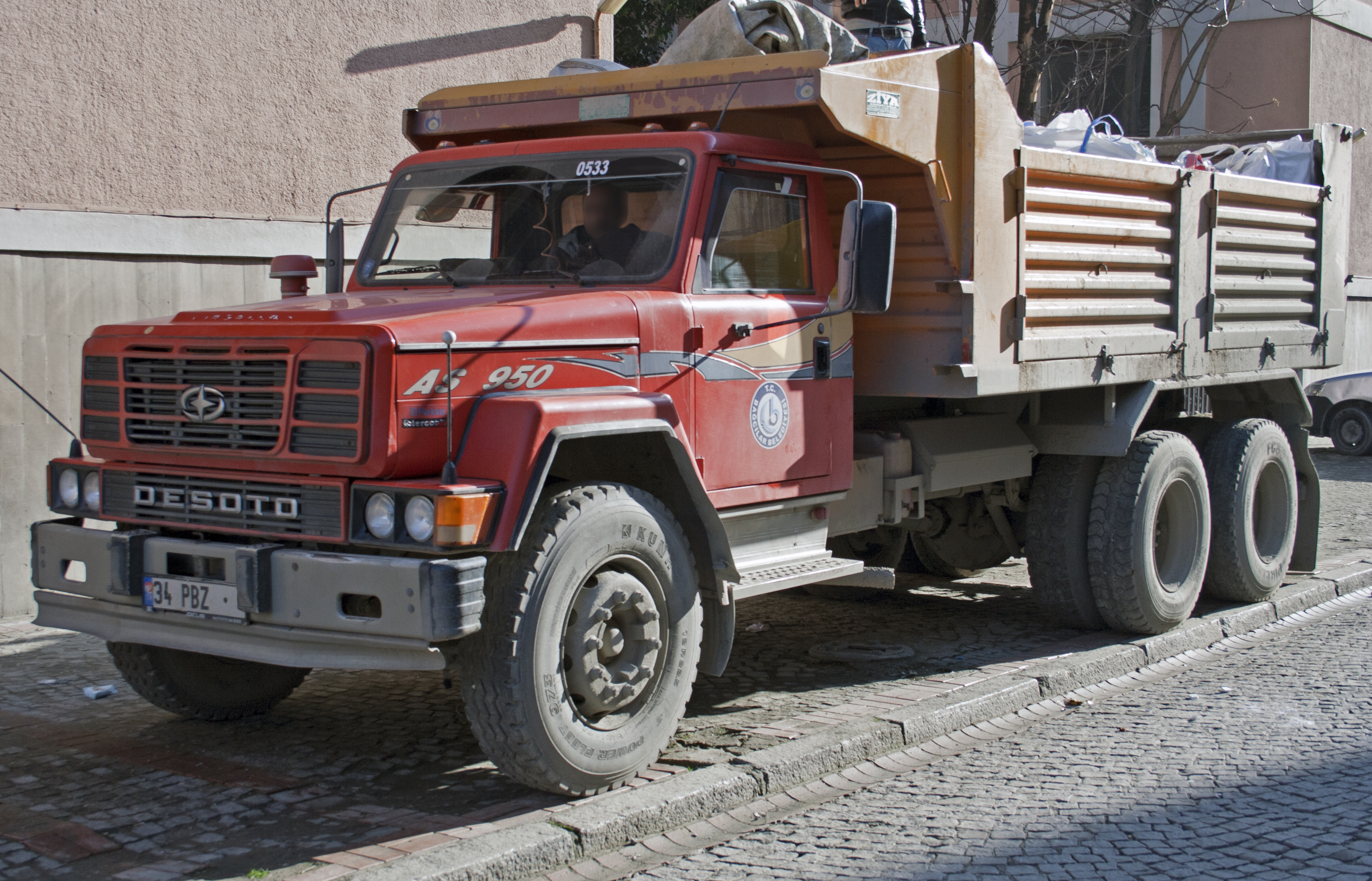
DeSoto AS950 turbo von Askam

1964 begann Chrysler mit der Produktion von Lkw in der Türkei. Es wurden Lkw der Marken De Soto, Dodge und Fargo hergestellt.
1978 verkaufte Chrysler seine türkische Niederlassung an einheimische Investoren. Die Firma wurde in Chrysler Kamyon umbenannt. Als Chrysler von Daimler-Benz übernommen wurde, wollte Chrysler wieder selbst Fahrzeuge in der Türkei unter ihren Namen verkaufen. Deshalb durfte Chrysler Kamyon die Marke Dodge nicht mehr benutzen.
2002 wurde aus Chrysler Kamyon die Firma Askam Kamyon.
Es wurden Minibusse und Pick-ups unter dem eigenen Namen angeboten und unter der Marke Fargo Kleintransporter und schwere Lkw. Die traditionellen Hauben-Fahrzeuge wurden unter der Marke De Soto angeboten.
2015 wurde die Produktion eingestellt. Ersatzteile werden über das Unternehmen CKPAR Otomotiv vertrieben.